# Donat de Münstereifel

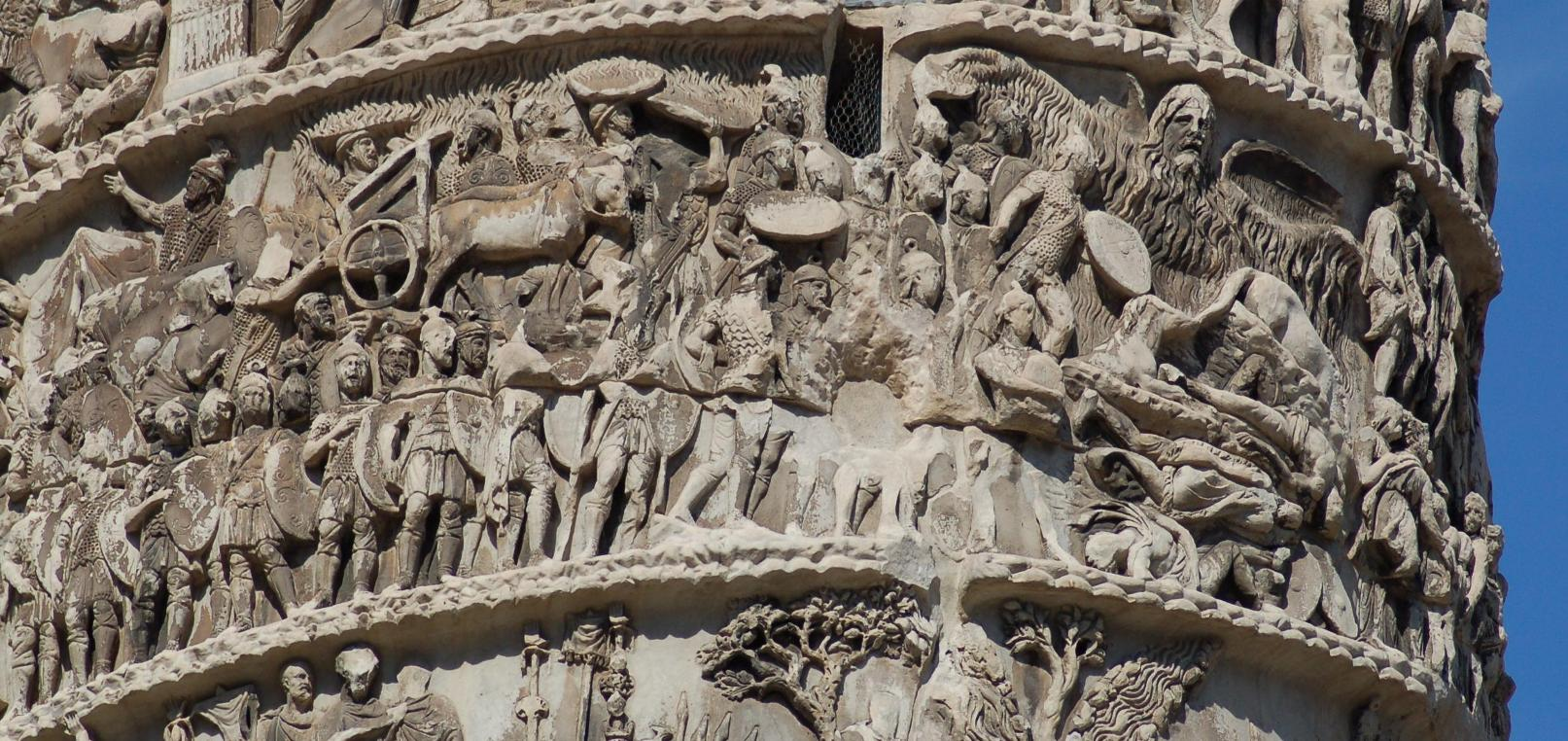
„Minunea ploii”, Columna lui Marc Aureliu, Roma (secolul al II-lea)

Sfântul Donat (în latină Donatus; n. 140 d.Hr., Roma, Imperiul Roman – d. 173 d.Hr., Roma, Imperiul Roman) a fost un soldat roman, martir creștin, venerat ca sfânt. Un episod legat de viața sa ca ofițer a fost „minunea ploii” din campania contra quazilor, episod imortalizat pe Columna lui Marc Aureliu.

## Cultul
Mormântul său din Roma, aflat în catacombele de la Sant'Agnese fuori le mura, a fost deschis în anul 1646. Relicvele găsite au fost dăruite comunității catolice din Münstereifel, Germania. Cultul sfântului Donat a fost răspândit în Europa Centrală în secolul al XVIII-lea de iezuiții din Münstereifel.

## Iconografie
Sfântul Donat este reprezentat în uniformă militară romană, cu platoșă și femoralia. Pe cap poartă lauri de martir.
Statuia din Cluj a sfântului Donat este identică cu cea din Maissau (Austria).

## Patronaje
- Cartierul Donath din Cluj (din anii 1960 „Cartierul Grigorescu”)
- Biserica Sfântul Donat din Saint Donatus, întemeiată de emigranți luxemburghezi în statul Iowa la mijlocul sec. al XIX-lea
- Muntele Sfântului Donat⁠(en)[traduceți] (Donačka gora), Slovenia

## Galerie de imagini

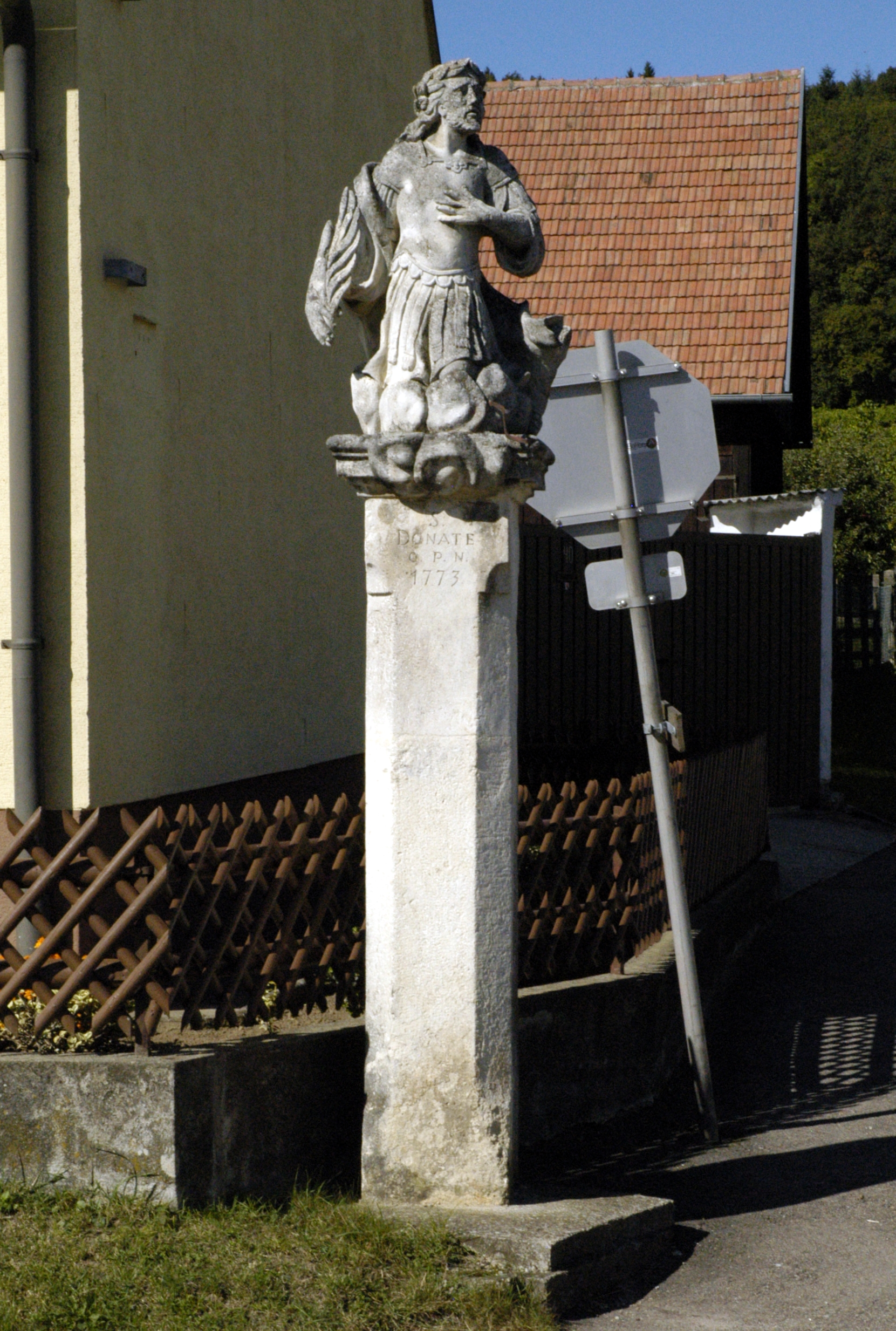
Statuia din Maissau, Austria
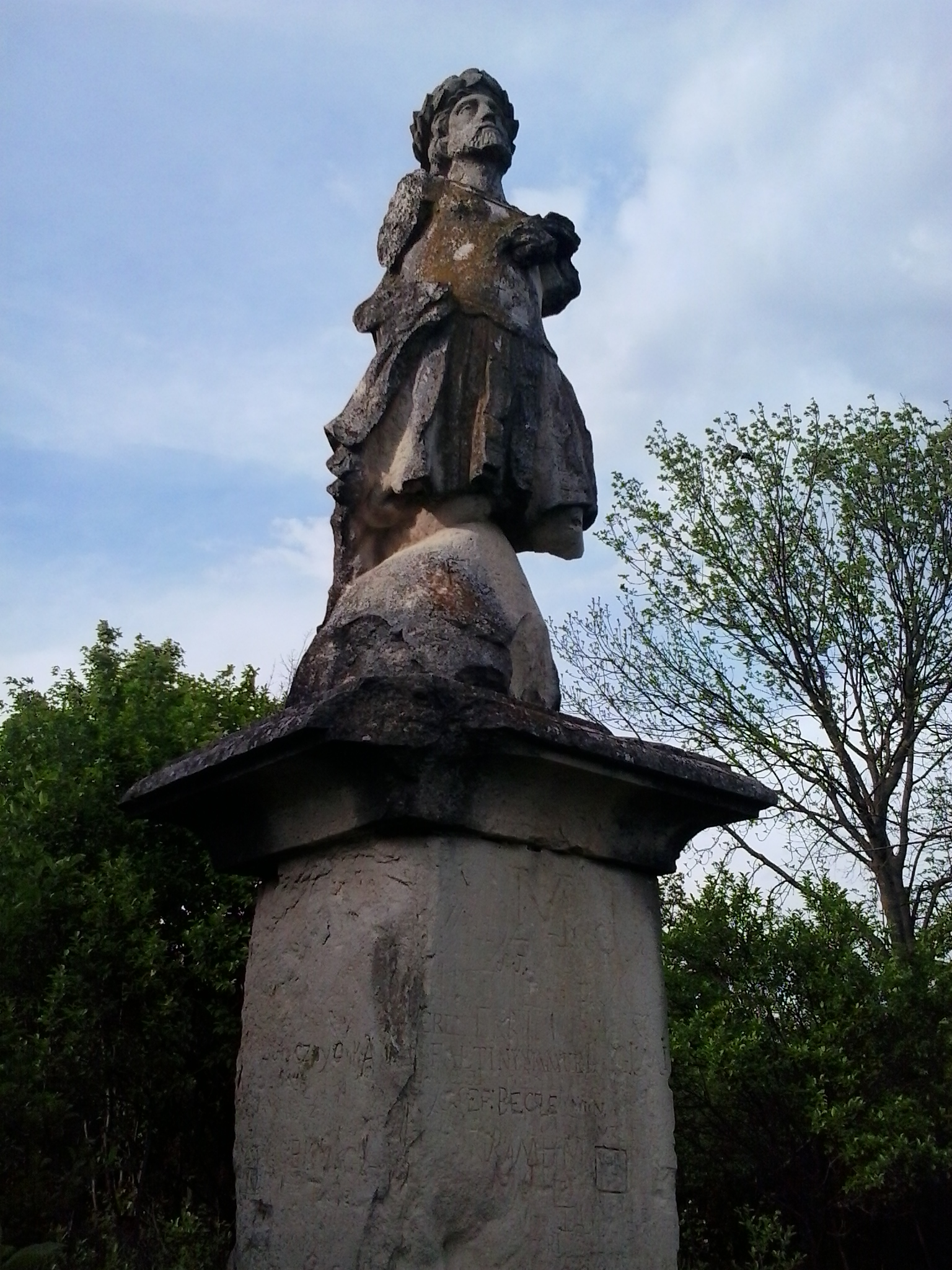
Statuia din Cluj, Cartierul Grigorescu (mai demult Cartierul Donat)
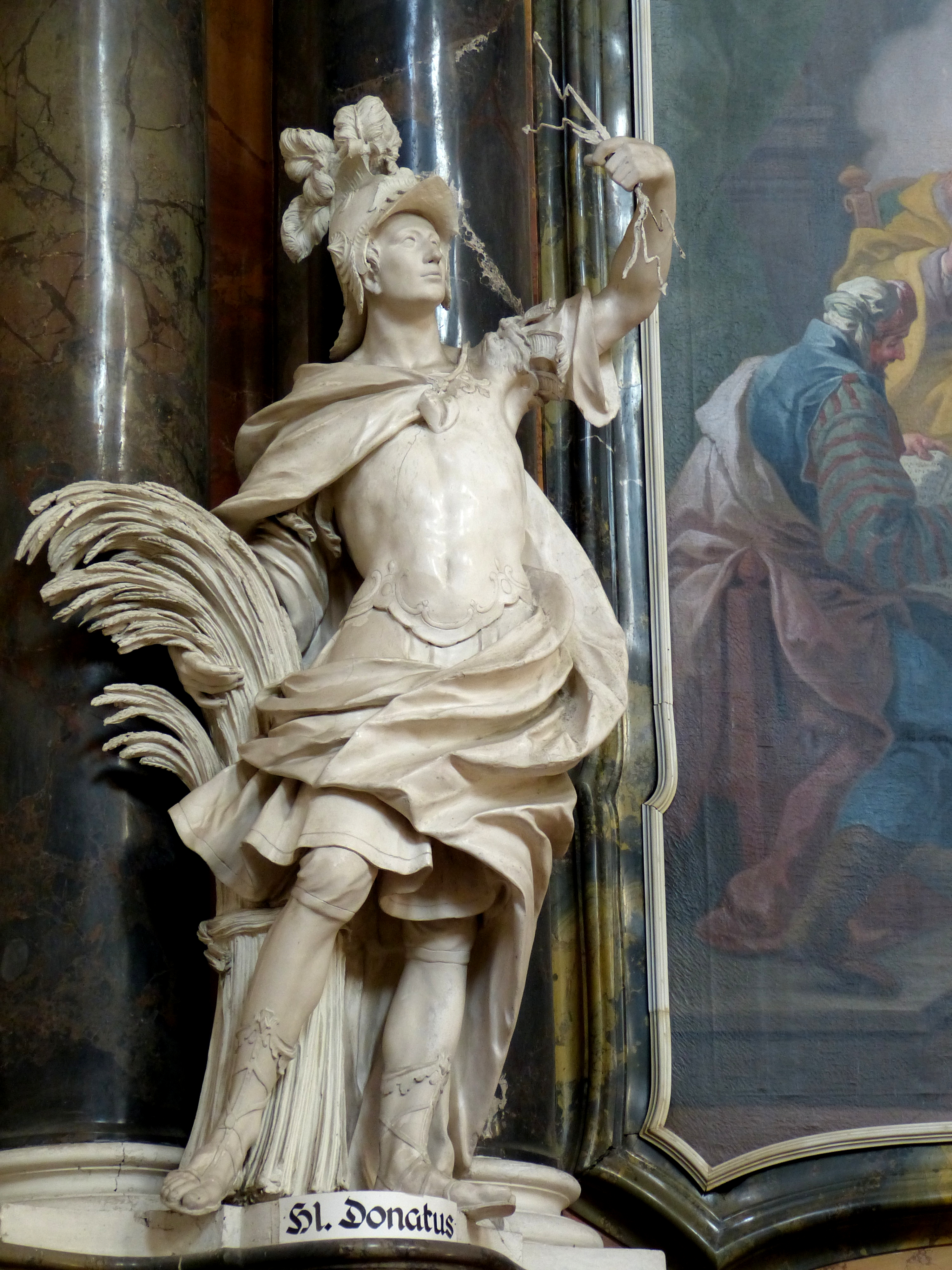
Statuia din mănăstirea trapistă Engelhartszell, Austria (1762)
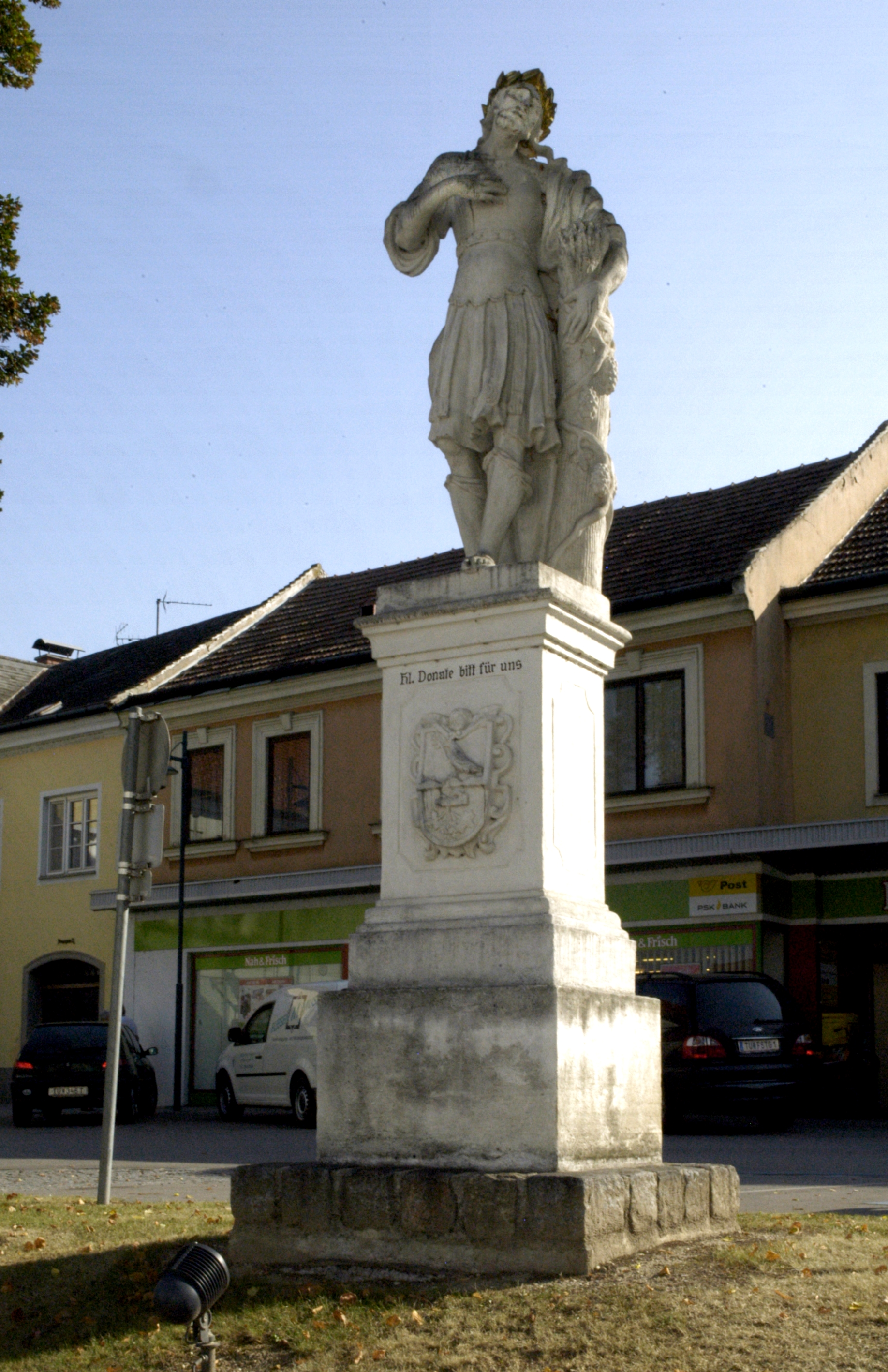
Großweikersdorf⁠(en)[traduceți], Austria